# Lijst van voetbalinterlands Italië - Slowakije
Deze lijst van voetbalinterlands is een overzicht van alle officiële voetbalwedstrijden tussen de nationale teams van Italië en Slowakije. De landen speelden tot op heden twee keer tegen elkaar. De eerste ontmoeting, een vriendschappelijke wedstrijd, werd gespeeld in Catania op 28 januari 1998. Het laatste duel, een groepswedstrijd bij het Wereldkampioenschap voetbal 2010, vond plaats op 24 juni 2010 in Johannesburg (Zuid-Afrika).

## Wedstrijden
| № | Plaats       | Datum           | Competitie        | Wedstrijd          | Uitslag |
| - | ------------ | --------------- | ----------------- | ------------------ | ------- |
| 1 | Catania      | 28 januari 1998 | Vriendschappelijk | Italië – Slowakije | 3 – 0   |
| 2 | Johannesburg | 24 juni 2010    | WK 2010           | Slowakije – Italië | 3 – 2   |

## Samenvatting
| Competitie        | Totaal gespeeld | Winst Italië | Gelijk | Winst Slowakije | Doelsaldo Italië – Slowakije |
| ----------------- | --------------- | ------------ | ------ | --------------- | ---------------------------- |
| WK-eindronde      | 1               | 0            | 0      | 1               | 2 − 3                        |
| Vriendschappelijk | 1               | 1            | 0      | 0               | 3 − 0                        |
| Totaal            | 2               | 1            | 0      | 1               | 5 − 3                        |

## Details

### Eerste ontmoeting
| Vriendschappelijk (Catania, Italië, 28 januari 1998): |              | |
| Italië | 3 – 0        | Slowakije |
| Milan Timko 48' (e.d.) Alessandro Del Piero 53' Roberto Di Matteo 63' | goals        | |
| Cesare Maldini | bondscoach   | Jozef Jankech |
| Angelo Peruzzi Ciro Ferrara Alessandro Nesta Alessandro Costacurta Paolo Maldini 64' Angelo Di Livio 46' Luigi Di Biagio Roberto Di Matteo Dino Baggio 55' Alessandro Del Piero 72' Fabrizio Ravanelli 66' | opstellingen | Alexander Vencel Milan Timko 83' Ivan Kozák Dušan Tittel Miroslav Karhan Marek Špilár Peter Dubovský 69' Ľubomír Moravčík 69' Igor Bališ 52' Tibor Jančula 52' Jozef Kožlej |
| Francesco Moriero 46' Sandro Cois 55' Moreno Torricelli 64' Filippo Inzaghi 66' Enrico Chiesa 72' | wissels      | 52' Ľubomír Luhový 52' Marek Ujlaky 69' Miroslav Sovič 69' Vladislav Zvara 83' Peter Dzúrik                                                                                 |
| | gele kaarten | ??' Miroslav Karhan |
| - Debuut van Francesco Moriero (Internazionale), Luigi Di Biagio (AS Roma) en Sandro Cois (Fiorentina) voor Italië.                                                                                        |              | |

### Tweede ontmoeting
| WK 2010 (Johannesburg, Zuid-Afrika, 24 juni 2010): |              | |
| Slowakije | 3 – 2        | Italië |
| Róbert Vittek 25' Róbert Vittek 73' Kamil Kopúnek 89' | goals        | 81' Antonio Di Natale 90+2' Fabio Quagliarella |
| Vladimír Weiss | bondscoach   | Marcello Lippi |
| Ján Mucha Peter Pekarík Martin Škrtel Ján Ďurica Radoslav Zabavník Juraj Kucka Zdeno Štrba 87' Miroslav Stoch Marek Hamšík Erik Jendrišek 90+1' Róbert Vittek 90+1' | opstellingen | Federico Marchetti Gianluca Zambrotta Fabio Cannavaro Giorgio Chiellini 46' Domenico Criscito 46' Gennaro Gattuso Daniele De Rossi 56' Riccardo Montolivo Simone Pepe Vincenzo Iaquinta Antonio Di Natale |
| Kamil Kopúnek 87' Martin Petráš 90+1' Stanislav Šesták 90+1' | wissels      | 46' Christian Maggio 46' Fabio Quagliarella 56' Andrea Pirlo |
| Zdeno Štrba 16' Róbert Vittek 40' | gele kaarten | 31' Fabio Cannavaro 67' Giorgio Chiellini 76' Simone Pepe 83' Fabio Quagliarella |